# ۱۵۷۶ (میلادی)
۱۵۷۶ (میلادی) هزار و پانصد و هفتاد و ششمین سال تقویم میلادی است.

## درگذشتگان
- ۱۹ ژانویه – هانس زاکس، شاعر و نویسنده آلمانی (ز. ۱۴۹۴)
- ۲۷ اوت – تیسین، نقاش ایتالیایی
- ۲۱ سپتامبر – جرلامو کاردانو، ستاره‌شناس، ریاضی‌دان، مخترع، و فیلسوف ایتالیایی (ز. ۱۵۰۲)